# Rayane Houfaf
Rayane Houfaf (ur. 13 lutego 1999) – algierska zapaśniczka walcząca w stylu wolnym. Siódma na igrzyskach afrykańskich w 2019. Wicemistrzyni Afryki w 2022; trzecia w 2023 i czwarta w 2019. Piąta na igrzyskach śródziemnomorskich w 2022. Srebrna medalistka mistrzostw śródziemnomorskich w 2018. Wicemistrzyni Afryki juniorów w 2019. Mistrzyni Afryki kadetów w 2016 roku.